# Ботвелл, Мэри
Мэри Ботвелл (англ. Mary Bothwell; 28 ноября 1900, посёлок Хиксон, пригород Вудстока, штат Онтарио, Канада — середина 1970-х, Швейцария) — американская оперная певица (сопрано), художница и общественный деятель.

## Биография
Музыкальное образование получила в Канадской музыкальной академии города Торонто по оперному классу Отто Морандо (Otto Morando). Также брала классы фортепиано под руководством Питера С. Кеннеди (Peter C. Kennedy).
Дебютировала как контральто в 1920 году в оперном театре Торонто (Канада).
В 1920—1929 годах участвовала в различных оперных постановках, а также исполняла оратории в Торонто (Канада) и Буффало (США).
В 1937 году брала уроки пения в австрийском университете Моцартиум в Зальцбурге.
1 ноября 1938 года дебютировала на сцене нью-йоркского Таун-Холла и выступала на этой сцене до начала 1960-х.
В 1947 году совершила первое турне по Европе. Наибольшим успехом пользовались партии Изольды в опере Р.Вагнера «Тристан и Изольда» и княгини Верденберг (Маршальши) в опере Р.Штрауса «Кавалер розы».
Записала несколько альбомов с американскими студиями Royale Records и Allegro:
- Hugo Wolf Sung by Mary Bothwell (1310)
- An Hour of Concert Songs (1318)
- Bless This House (1538)
- Richard Strauss Album(4069)

В 1958 году была избрана президентом Канадского женского клуба города Нью-Йорка.
В конце 60-х получила известность как художник-флорист.
Первая выставка её картин состоялась в марте 1970 года в нью-йоркской Chase Gallery. Через год, в апреле 1971 года, в Horticultural Society of New York проведена тематическая выставка «Полевые цветы Швейцарии».